# Calocheiridius iranicus
Espèce
Calocheiridius iranicus est une espèce de pseudoscorpions de la famille des Olpiidae.

## Distribution
Cette espèce est endémique de la province de Markazi en Iran.

## Étymologie
Son nom d'espèce lui a été donné en référence au lieu de sa découverte, l'Iran.

## Publication originale
- Nassirkhani, 2014 : A new pseudoscorpion species of the genus Calocheiridius Beier & Turk (Arachnida: Pseudoscorpiones: Olpiidae) from Iran. Zoology in the Middle East, vol. 60, no 4, p. 353-361.